# Joseph Thomas
Pour les articles homonymes, voir Joseph Thomas et Thomas.
Joseph Thomas, né le 16 janvier 1915 à Saint-Nazaire et mort le 6 octobre 1992 à Paris, est un prêtre catholique, jésuite français.

## Biographie
Entré dans la Compagnie de Jésus en 1935, il est ordonné prêtre en juillet 1946. Destiné à l'enseignement de la philosophie dans les scolasticats de la Compagnie, il est chassé de la faculté de théologie de Fourvière en juin 1950, avec quatre autres jésuites, dont Henri de Lubac et Henri Bouillard, et devient professeur de philosophie au lycée Saint-Louis-de-Gonzague de 1951 à 1957.
Aumônier d'étudiants, puis du Mouvement chrétien des cadres et dirigeants (MCC) dans les années 1960, il devient en 1970 rédacteur en chef de la revue Christus, après l'éviction de François Roustang. La même année, il fonde le « Centre pour l'intelligence de la foi », réservé aux laïcs, pour « décaper la foi et former les acteurs pastoraux à une autre façon de dire Dieu dans le monde de l'époque »
Fin connaisseur de l'histoire et de la spiritualité de la Compagnie de Jésus, il fonda le département Spiritualité au Centre Sèvres,. Il avait également été informateur pour les journalistes en langue française pendant le concile Vatican II.

## Ouvrages
- Croire en Jésus-Christ : essor et crises de la foi, Paris, Éditions ouvrières, 1961 ;
- Église, salut du monde, Paris, Éditions ouvrières, 1963 ;
- L'Apostolat de l’Église : interrogations actuelles, Paris, Centurion, 1966 ;
- Travail, amour, politique : lecture chrétienne de l'existence, Paris, Mame, 1974 ;
- Le Secret des jésuites : les « Exercices spirituels », Paris, Desclée de Brouwer, 1984 ;
- Un chemin vers Dieu : les Constitutions de la Compagnie de Jésus, Paris, Nouvelle Cité, 1988.